# Édouard Roche
Édouard Albert Roche (17. října 1820 Montpellier – 18. dubna 1883 tamtéž) byl francouzský matematik a astronom.
V roce 1844 získal doktorát na Université de Montpellier. Pak pracoval v Pařížské observatoři a od roku 1849 byl profesorem v Montpellier. V roce 1873 byl jmenován členem Francouzské akademie věd.
Zabýval se výzkumem komet, nebeskou mechanikou a mlhovinovou hypotézou. Také se věnoval meteorologii.
Formuloval teorii společné akrece, podle níž vznikly Země a Měsíc ze stejné plynné koule. Tuto domněnku však vyvrátilo zjištění, že měsíční horniny mají jiné chemické složení než pozemské.
Je také autorem názoru, že prstence Saturnu jsou pozůstatkem měsíce, který byl roztrhán slapovými silami. Vzdálenost, po jejímž překročení je menší těleso zničeno gravitací většího, tak dostala podle něj název Rocheova mez.
Jeho jméno nese asteroid (38237) Roche.